# Os Quatro Cavaleiros
Os Quatro Cavaleiros, os Cavaleiros são os últimos personagens a serem apresentados e julgados por seus pecados e uns dos únicos à "embarcarem" na Barca do Céu . No livro eles estão representando os Cavaleiros que participaram das Cruzadas , onde muitos lutaram e morreram para defender a religião e as leis que a definiam. Por esse motivo eles "ignoraram" o Diabo e foram em direção a barca que estava o Anjo, pois sabiam que eram dignos de ir para o paraíso por terem sido mortos pelejando por Cristo.

## Caracterização dos personagens
Nos textos de Gil Vicente, não há um trecho que cite a aparência física dos cavaleiros, mas, graças a adaptação em Comic, podemos ter uma ideia de como eles se pareciam, na Comic a aparência deles é a de cavaleiros que participaram das cruzadas, mais especificamente com a cruz de Cristo em suas armaduras, que simbolizavam a fé dos cavaleiros pela religião católica, Os Quatro Cavaleiros possuíam uma personalidade forte, eram confiantes, além de uma fé inabalável, dando a própria vida pelo que acreditavam, e tendo a certeza que eles tinham "um lugar reservado" na barca do Céu, isso é perceptível por eles ignorarem o Diabo.

## Sua Trajetória

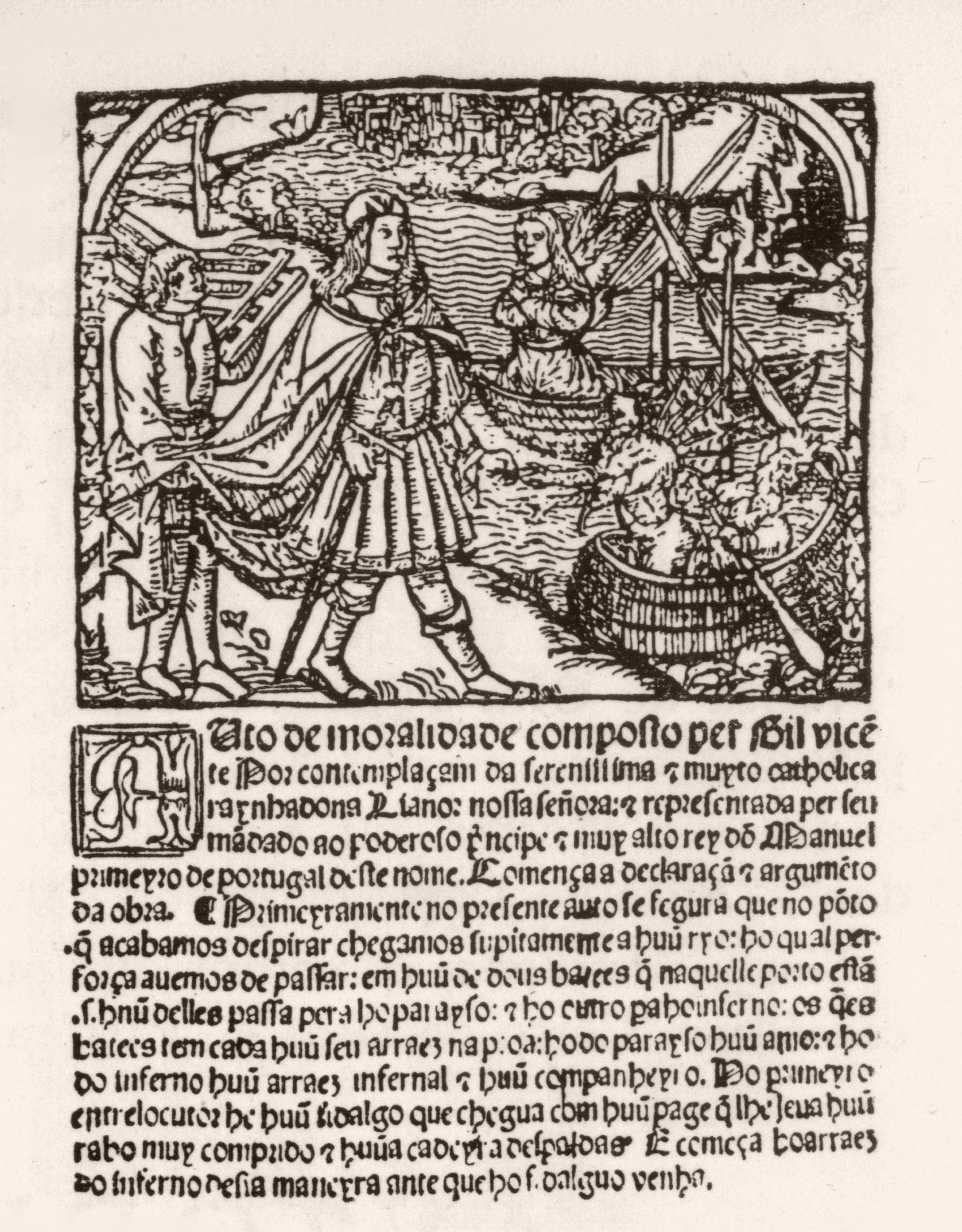
Ilustração da edição original do Auto da Barca do Inferno e do Céu

### Em vida
O livro não nos dá muitos detalhes do que os personagens fizeram enquanto estavam em vida, porém se sabe que eles eram guerreiros que morreram em alguma batalha durante as cruzadas, e isso só se é possível descobrir através do diálogo dos cavaleiros com o Diabo e com o Anjo.

### Pós Morte
No pós morte, os cavaleiros chegam ao purgatório, que na historia é representado pelo Porto, e sem perder tempo encaminham-se para barca do Céu, enquanto entoam hinos a Deus, pois tinham a certeza de que iriam ser salvos, mesmo assim o Diabo tenta convencê-los de entrarem na barca que estava indo em direção ao inferno, uma tentativa falha de tentar os enganar, já que os quatro cavaleiros sabiam que seriam recompensados pelos seus esforços em vida. Logo após o diálogo dos cavaleiros com o diabo, os cavaleiros vão em direção a barca do Céu, e logo são recebidos pelo anjo que a estava guardando, que disse que os estava esperando.

## Simbolismos

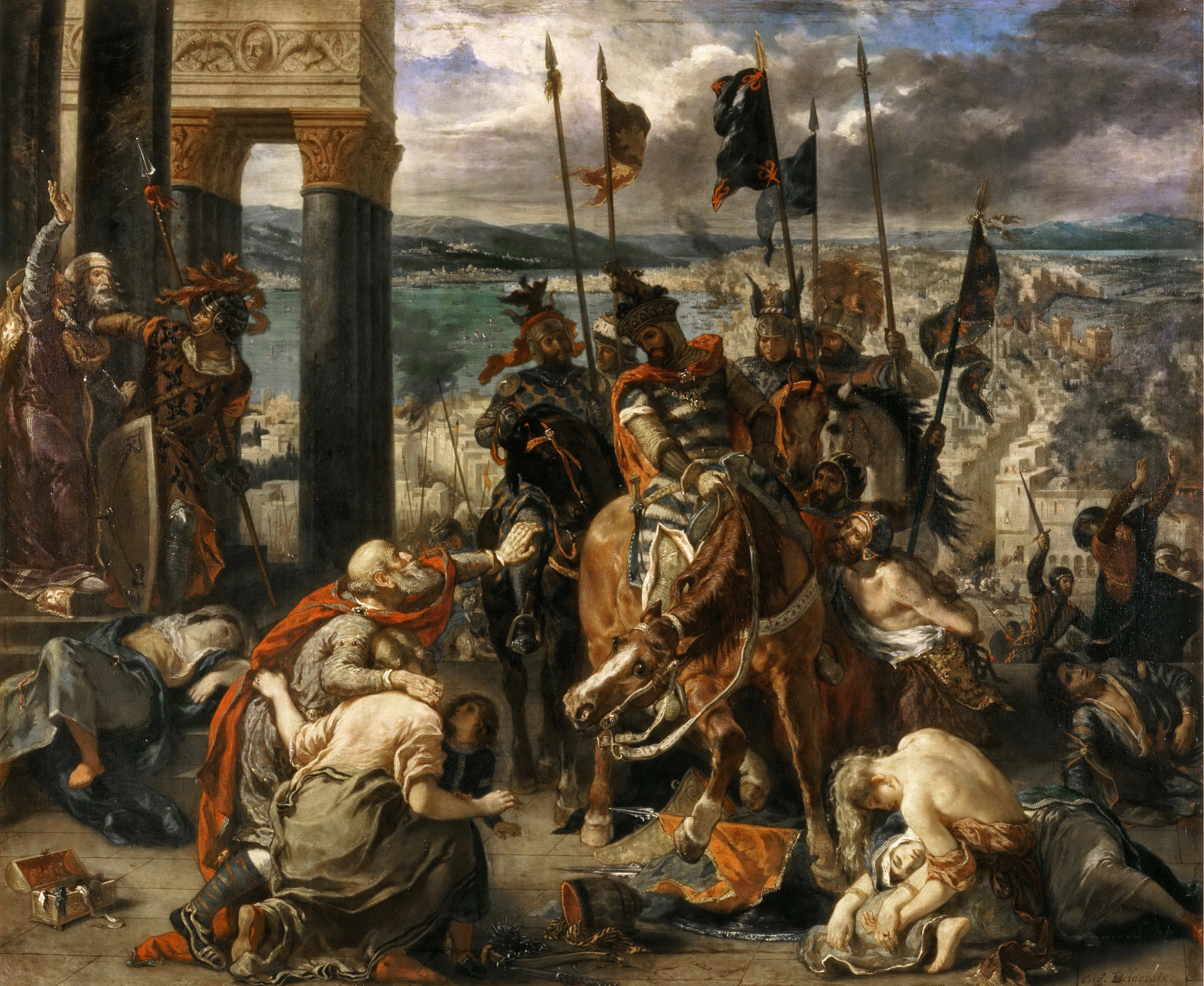
Representação de uma invasão dos cruzados, Eugène Delacroix

A presença dos quatro cavaleiro na obra é a representação de todos os cavaleiros que travaram batalhas e foram mortos durante a era das cruzadas, que foram movimentos que se estenderam entre os séculos XI e XIII, época em que a Palestina estava sob controle do Sultanato de Rum. No médio oriente, as cruzadas foram chamadas de "invasões francas", já que os povos locais viam estes movimentos armados como invasões e porque a maioria dos cruzados vinha dos territórios do antigo Império Carolíngio e se autodenominavam francos. Isso pode ser comprovado através do símbolo que eles carregavam, a cruz, essa grande cruz, era o principal símbolo do cristianismo, estampada nas vestimenta, isso representava que em troca da participação nas batalhas, ganhariam o perdão de todos os seus pecados. 

## Julgamentos Finais
Após um estudo mais minucioso da obra e de tudo que a rodeia nós somos capazes de perceber que os cavaleiros eram merecedores de irem para o Céu. Os personagens mostraram uma ficha praticamente impecável, além de terem sido mortos lutando nas cruzadas, o que torna a salvação deles mais possível.